# Museo civico archeologico di Rosignano Marittimo
Il Museo civico archeologico di Palazzo Bombardieri si trova nella Rocca di Rosignano Marittimo, in provincia di Livorno.

## Storia e descrizione
Dal Museo Civico del Comune, inaugurato il 12 giugno 1955, nasce il Museo Civico Archeologico nel 1957.
Fu fondato dal Gruppo Archeologico Locale per ospitare la collezione di tombe dell’Età ellenistica rinvenute a Castiglioncello ed ampliato con i ritrovamenti del territorio comunale. Gli scavi del quartiere portuale di San Gaetano a Vada, furono portati avanti dallo stesso Gruppo tra il 1960 e il 1979, e fornirono al Museo la sua sezione più consistente. Il Museo venne successivamente riallestito nel 1996, con l'intenzione di porre maggiore attenzione al rapporto tra uomo e ambiente, ripercorrendo, secondo un ordine cronologico e topografico, la storia degli insediamenti e dello sfruttamento delle risorse di questo ampio e vario comprensorio geografico, dalla Preistoria al Medioevo. Tra le aree interessate vi è il territorio dell'alta Val di Cecina (appartenente in epoca etrusca alle città di Pisa e di Volterra), le necropoli di Castiglioncello e di Vada, l'area archeologica di San Gaetano di Vada e le numerose ville romane che avevano occupato la pianura lungo la costa in epoca romana.
Sono ospitati anche materiali provenienti dalle ricerche di archeologia subacquea lungo la costa.
L'esposizione è a carattere prevalentemente didattico ed è arricchita da ricostruzioni, plastici e strumenti multimediali.
Al piano terra è ricostruita, secondo attenti criteri filologici, una villa romana del I secolo d.C. in più sale, completa di mobilio e oggetti della vita quotidiana.
Nel 2016 il Comune di Rosignano Marittimo ha inaugurato il nuovo allestimento del Museo. Tra le novità: la rinnovata sezione del quartiere portuale di San Gaetano a Vada, la sezione subacquea con nuovi ritrovamenti, l’esposizione di un relitto etrusco inedito proveniente da Calignaia e di due contesti romani repubblicani dalle secche di Vada

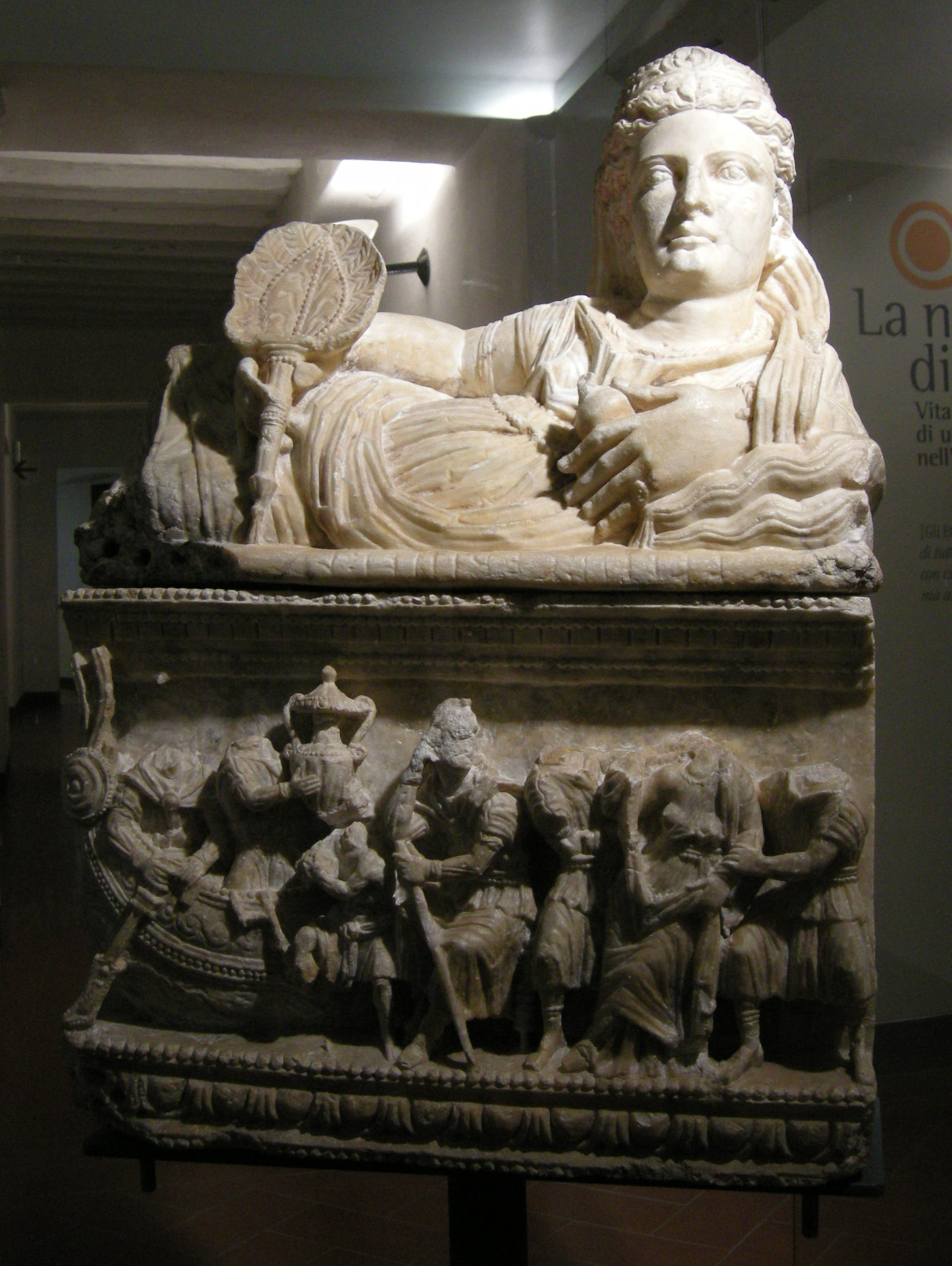
Urna di Velia Cerinei, alabastro, fine II sec. a.C.
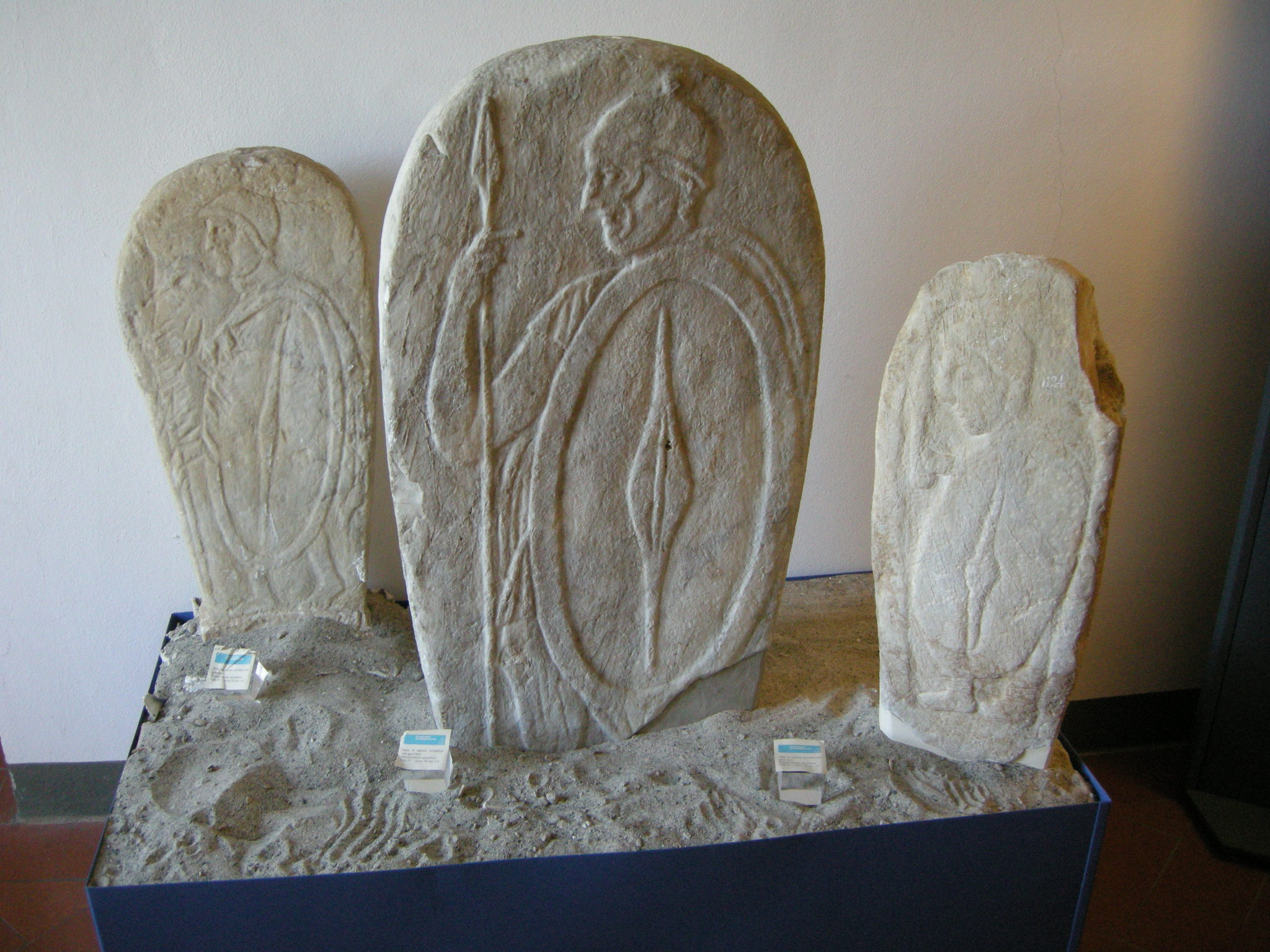
Cippi etruschi, fine IV inizio III sec. a.C.
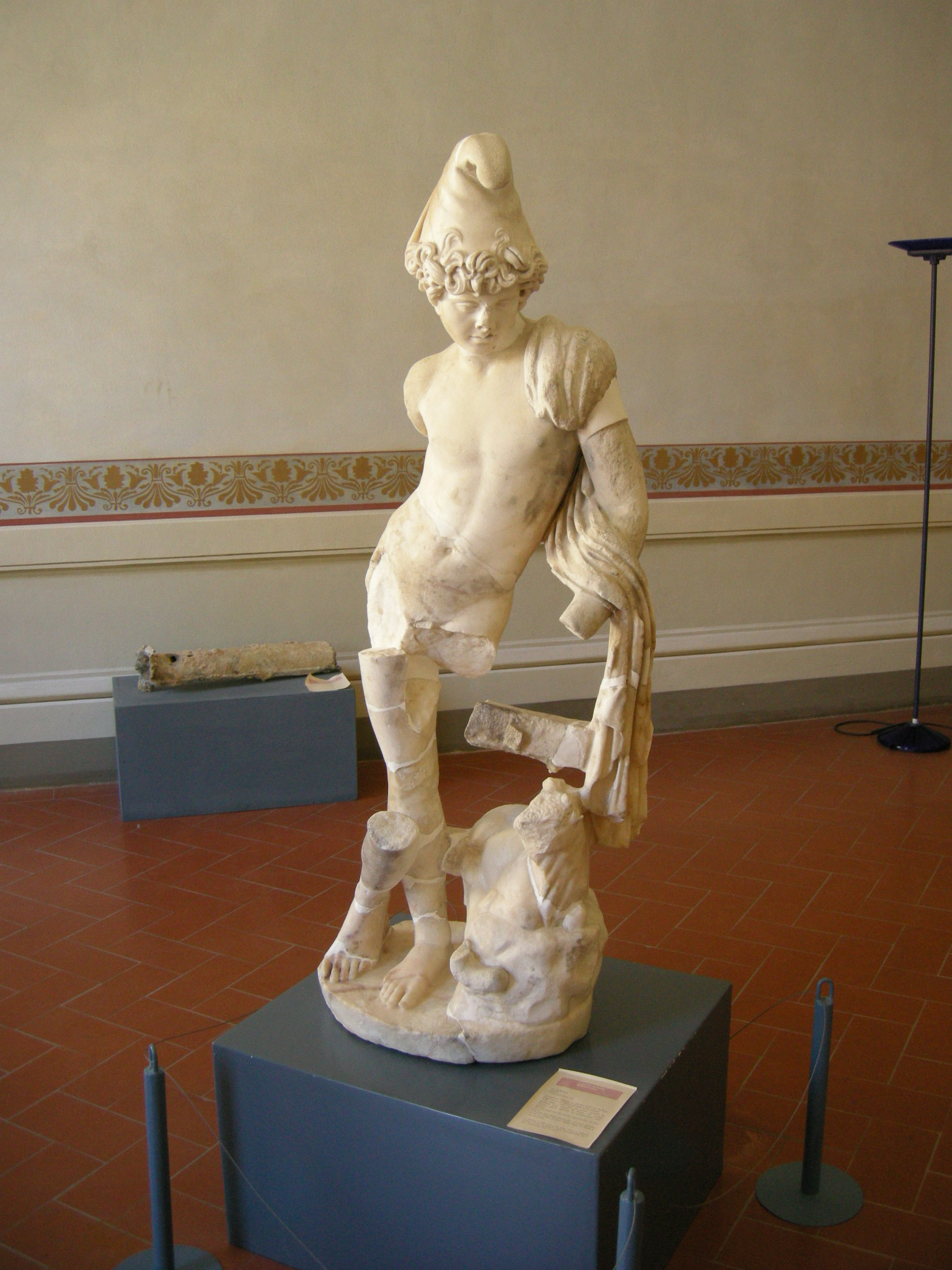
Attys, I metà del II secolo d.C.
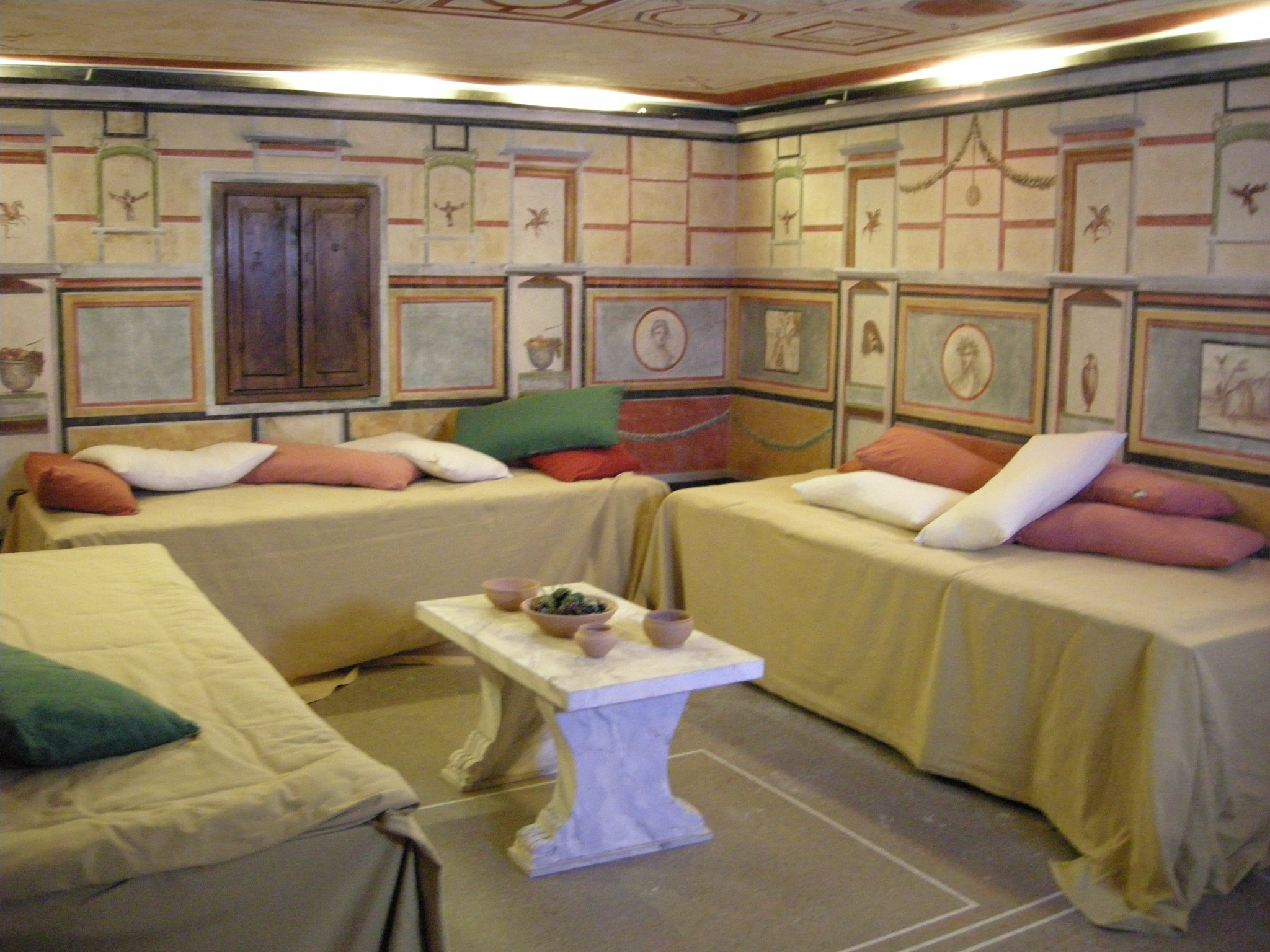
Ricostruzione del tablino di un'abitazione romana